# De rode halsketting
De rode halsketting (The Red Necklace) is een jeugdboek van de Engelse schrijfster Sally Gardner.

## Verhaal
Het verhaal begint in Parijs in 1789 waar het hoofdpersonage Yann Margoza, een zigeunerjongen samen met de dwerg Têtu werkt in een theater. Op een avond worden ze uitgenodigd voor een optreden voor markies De Villeduval in diens kasteel. De inslechte graaf Kalliovski, een duister heerschap is daar ook aanwezig. Het optreden verloopt dramatisch en Yann en Têtu moeten vluchten. Yann kan naar Londen ontsnappen maar de dwerg blijft gewond achter. Na drie jaar keert Yann terug om op zoek te gaan naar zijn vriend. Parijs gaat ondertussen gebukt onder de verschrikkingen van de Franse Revolutie. Yann beschikt over telepatische gaven maar kan na het drama enkel de gedachten lezen van Sido, het meisje waarop hij verliefd is. Sido is echter de dochter van de markiesen deze wordt onder druk gezet door graaf Kalliovski die ook met diens dochter wil trouwen.